# Glinus
Glinus es un género de plantas tropicales y subtropicales de la familia Molluginaceae. 
Son plantas herbáceas caducas. Es fruto es una cápsula que contiene semillas en forma de riñón. Son utilizadas como plantas medicinales o para la alimentación.

## Especies seleccionadas
- Glinus astrolasion
- Glinus bainesii
- Glinus cambessidesii
- Glinus chrystallinus
- Glinus crystallinus
- Glinus dahomensis
- Glinus denticulatus
- Glinus dictamnoides
- Glinus glaber
- Glinus herniarioides
- Glinus lothoides
- Glinus lotoides
- Glinus oppositifolius
- Glinus radiatus